# Bagheera nigropicta
Bagheera nigropicta är en spindelart som först beskrevs av Pickard-Cambridge F. 1901.  Bagheera nigropicta ingår i släktet Bagheera och familjen hoppspindlar. Inga underarter finns listade.